# Democracia líquida
Democracia líquida, democracia delegativa ou democracia 4.0 é um projeto de democracia direta, no qual as votações se realizam por um mandato específico para uma determinada questão, e é suplementado por uma recomendação de ação (uma análise da  questão em debate feita por especialistas na matéria, pró e contra). É um sistema misto entre democracia direta e democracia representativa, no qual os representantes do povo são designados para votar em cada tema, ao invés de serem eleitos para um mandato amplo, com duração específica. Em alguns casos, na democracia líquida, o mandato específico pode ser delegado.  
No presente o partido pirata alemão, o partido local suéco Demoex, e a Listapartecipata italiana, cujo lema é O controle do governo nas mãos do Povo (e não somente no dia das eleições), dentre outros, já praticam e defendem a democracia líquida,  em caráter experimental.

## A forma delegativa
O protótipo de democracia delegativa foi sintetizado por Bryan Ford em seu paper, Delegative Democracy, seguindo os seguintes preceitos:
1. Escolha do papel: Cada membro pode escolher entre tomar um papel passivo como um indivíduo ou um papel ativo como um delegado, diferenciando esta da forma representativa em que somente representantes específicos são permitidos. Delegados possuem escolhas adicionais de que forma eles serão ativos em quais áreas.
2. Baixa restrição a participação: A dificuldade e custo em se tornar um delegado é baixa, e em particular não exige uma campanha formal ou que se vença uma eleição competitiva.
3. Autoridade Delegada: Delegados exercem poder em processos organizacionais em nome de si próprios e aqueles indivíduos que os selecionam como seu delegado. Portanto pode haver diferenças de poder de decisão entre delegados.
4. Privacidade do indivíduo: Para evitar pressões sociais ou coerção, todos os votos feitos pelos indivíduos são privados, tanto para delegados como para outros indivíduos.
5. Responsabilidade dos delegados: Para garantir a responsabilização dos delegados a seus eleitores e para a comunidade como um todo, todas as decisões deliberadas formais feitas por delegados são públicas.
6. Especialização por redelegação: Delegados podem não somente agir em nome de indivíduos como generalistas, mas através de redelegação eles também podem igualmente agir em nome de uns aos outros como especialistas.

Variações desse modelo geral certamente existem, e este esquema é mencionado aqui somente para orientação dentro de um modelo geral. Princípios gerais de fluidez podem ser aplicados ao conceito tais como a de que indivíduos podem revisar seu voto a qualquer momento através da modificação de sua delegação registrada, algumas vezes chamada "proxy" com a organização regulatória.